# Еліо Петрі
Е́ліо Пе́трі (італ. Elio Petri; справжнє ім'я Ера́кліо Пе́трі (італ. Eraclio Petri) нар. 29 січня 1929, Рим, Італія — пом. 10 листопада 1982, Рим) — італійський кінорежисер, сценарист.

## Біографія
Еліо Петрі народився в Римі (Італія) 29 січня 1929 року. Навчався в школі священиків San Giuseppe di Merode, звідки був виключений за політичні переконання, після чого вступив до молодіжної організації Італійської комуністичної партії. Вийшов з партії у 1956 році після Угорської революції.

## Кар'єра
Творчу кар'єру Еліо Петрі починав як сценарист і кінокритик. З 1951 року працював помічником режисера у Джузеппе Де Сантіса, допомагав йому в написанні сценарію стрічки «Рим об 11-й» (1952). Як режисер дебютував у 1959-му документальним фільмом «Сім селян». Перший ігровий фільм — «Вбивця», — поставив у 1961 році. Ранні фільми Петрі були на соціальні теми.
Фільм «Кожному своє» (1967) про сицилійську мафію став початком нового етапу у творчості Петрі, він почав знімати кіно на політичні теми: «Слідство у справі громадянина поза всякими підозрами» (1969), «Робітничий клас іде в рай» (1972, Золота пальмова гілка 24-го Каннського кінофестивалю), «Власність більше не крадіжка» (1973), «Тодо модо» (1976) та ін.
Еліо Петрі помер від раку 10 листопада 1982 року у віці 53 років.

## Фільмографія

### Режисер і сценарист
| Рік  |     | Назва українською                                    | Оригінальна назва                                     | Режисер | Сценарист |
| ---- | --- | ---------------------------------------------------- | ----------------------------------------------------- | ------- | --------- |
| 1952 |     | Рим об 11 годині                                     | Roma ore 11                                           |         | Так       |
| 1953 |     | Дайте чоловіка Анні Дзакео                           | Un marito per Anna Zaccheo                            |         | Так       |
| 1954 |     | Заборонена жінка                                     | Donne proibite                                        |         | Так       |
| 1954 |     | Дні любові                                           | Giorni d'amore                                        |         | Так       |
| 1955 |     | Коли сонце                                           | Quando tramonta il sole                               |         | Так       |
| 1957 |     | Люди і вовки                                         | Uomini e lupi                                         |         | Так       |
| 1957 | к/м | Сім фермерів                                         | I sette contadini                                     | Так     |           |
| 1958 |     | Шматочок неба                                        | Un ettaro di cielo                                    |         | Так       |
| 1958 |     | Дорога завдовжки в рік                               | Cesta duga godinu dana                                |         | Так       |
| 1959 |     | Потяг поза розкладом                                 | Vlak bez voznog reda                                  |         | Так       |
| 1959 |     | Ночі плюшевих хлопчиків                              | Le notti dei Teddy Boys                               |         | Так       |
| 1959 |     | Південний вітер                                      | Vento del Sud                                         |         | Так       |
| 1960 |     | Службовець                                           | L'impiegato                                           |         | Так       |
| 1960 |     | Танк 8 вересня                                       | Il carro armato dell'8 settembre                      |         | Так       |
| 1960 |     | Горбань                                              | Il gobbo                                              |         | Так       |
| 1960 |     | Холостяцька квартирка                                | La garçonnière                                        |         | Так       |
| 1961 |     | Вбивця                                               | L'assassino                                           | Так     | Так       |
| 1962 |     | Відлік днів                                          | I giorni contati                                      | Так     | Так       |
| 1963 |     | Учитель з Віджевано                                  | Il maestro di Vigevano                                | Так     | Так       |
| 1963 |     | Чудовиська                                           | I mostri                                              |         | Так       |
| 1964 |     | Вища невірність                                      | Alta infedeltà                                        | Так     | Так       |
| 1964 |     | Голий для життя                                      | Nudi per vivere                                       | Так     |           |
| 1965 |     | Десята жертва                                        | La decima vittima                                     | Так     | Так       |
| 1967 |     | Кожному своє                                         | A ciascuno il suo                                     | Так     | Так       |
| 1968 |     | Тиха місцинка за містом                              | Un tranquillo posto di campagna                       | Так     | Так       |
| 1969 |     | Слідство у справі громадянина поза всякими підозрами | Indagine su un cittadino al di sopra di ogni sospetto | Так     | Так       |
| 1971 |     | Робітничий клас іде в рай                            | La classe operaia va in paradiso                      | Так     | Так       |
| 1973 |     | Власність більше не крадіжка                         | La proprietà non è più un furto                       | Так     | Так       |
| 1976 |     | Тодо модо                                            | Todo modo                                             | Так     | Так       |
| 1978 | т/с | Брудні руки                                          | Le mani sporche                                       | Так     | Так       |
| 1979 |     | Хороші новини                                        | Buone notizie                                         | Так     | Так       |

## Визнання
| Нагороди та номінації Еліо Петрі                  | Нагороди та номінації Еліо Петрі                                                                                         | Нагороди та номінації Еліо Петрі                                         | Нагороди та номінації Еліо Петрі |
| Рік                                               | Категорія | Фільм                                                                    | Результат                        |
| ------------------------------------------------- | --- | ------------------------------------------------------------------------ | -------------------------------- |
| Берлінський міжнародний кінофестиваль             | |                                                                          |                                  |
| 1961                                              | Золотий ведмідь | Вбивця                                                                   | Номінація                        |
| 1969                                              | Золотий ведмідь | Тиха місцинка за містом                                                  | Номінація                        |
| 1973                                              | Золотий ведмідь | Власність більше не крадіжка                                             | Номінація                        |
| Кінофестиваль в Мар-дель-Плата                    | |                                                                          |                                  |
| 1962                                              | Найкращий фільм | Відлік днів                                                              | Перемога                         |
| Італійський національний синдикат кіножурналістів | |                                                                          |                                  |
| 1962                                              | «Срібна стрічка» за найкращий сценарій                                                                                   | Вбивця (разом з Тоніно Гуеррою)                                          | Номінація                        |
| 1963                                              | «Срібна стрічка» за найкращий оригінальний сюжет                                                                         | Відлік днів                                                              | Перемога                         |
| 1968                                              | «Срібна стрічка» за найкращий сценарій                                                                                   | Кожному своє                                                             | Перемога                         |
| 1968                                              | «Срібна стрічка» за найкращу режисерську роботу                                                                          | Кожному своє                                                             | Перемога                         |
| 1971                                              | «Срібна стрічка» за найкращу режисерську роботу                                                                          | Слідство у справі громадянина поза всякими підозрами                     | Перемога                         |
| 1971                                              | «Срібна стрічка» за найкращий сценарій                                                                                   | Слідство у справі громадянина поза всякими підозрами                     | Номінація                        |
| 1971                                              | «Срібна стрічка» за найкращий оригінальний сюжет                                                                         | Слідство у справі громадянина поза всякими підозрами                     | Перемога                         |
| 1972                                              | «Срібна стрічка» за найкращу режисерську роботу                                                                          | Робітничий клас іде в рай                                                | Номінація                        |
| 1972                                              | «Срібна стрічка» за найкращий оригінальний сюжет                                                                         | Робітничий клас іде в рай                                                | Номінація                        |
| 1972                                              | «Срібна стрічка» за найкращий сценарій                                                                                   | Робітничий клас іде в рай                                                | Номінація                        |
| Каннський міжнародний кінофестиваль               | |                                                                          |                                  |
| 1967                                              | Золота пальмова гілка | Кожному своє                                                             | Номінація                        |
| 1967                                              | Найкращий сценарій | Кожному своє                                                             | Перемога                         |
| 1970                                              | Золота пальмова гілка | Слідство у справі громадянина поза всякими підозрами                     | Номінація                        |
| 1970                                              | Гран-прі журі | Слідство у справі громадянина поза всякими підозрами                     | Перемога                         |
| 1970                                              | Приз ФІПРЕССІ | Слідство у справі громадянина поза всякими підозрами                     | Номінація                        |
| 1972                                              | Золота пальмова гілка | Робітничий клас іде в рай (разом з фільмом Справа Маттеї)                | Перемога                         |
| Спільнота кінокритиків Нью-Йорка                  | |                                                                          |                                  |
| 1970                                              | Найкращий сценарій | Слідство у справі громадянина поза всякими підозрами (разом з Уго Пірро) | 2-е місце                        |
| Премія «Золотий глобус»                           | |                                                                          |                                  |
| 1970                                              | Найкращий фільм | Слідство у справі громадянина поза всякими підозрами (разом з Уго Пірро) | Перемога                         |
| Премія Едгара Алана По                            | |                                                                          |                                  |
| 1971                                              | Найкращий художній фільм                                                                                                 | Слідство у справі громадянина поза всякими підозрами (разом з Уго Пірро) | Номінація                        |
| Премія Американської кіноакадемії                 | |                                                                          |                                  |
| 1972                                              | Найкращий сценарій або сюжет на основі фактичного матеріалу або матеріалу, не опублікованого або не реалізованого раніше | Слідство у справі громадянина поза всякими підозрами (разом з Уго Пірро) | Номінація                        |